# Perenniporiella neofulva
Perenniporiella neofulva är en svampart som först beskrevs av Lloyd, och fick sitt nu gällande namn av Decock & Ryvarden 2003. Perenniporiella neofulva ingår i släktet Perenniporiella och familjen Polyporaceae.   Inga underarter finns listade i Catalogue of Life.